# Boján (keresztnév)
A Boján szláv eredetű férfinév, jelentése: harc, küzdelem. Női változata: Bojána.

## Gyakorisága
Az 1990-es években nem volt anyakönyvezhető, a 2000-es években nem szerepel a 100 leggyakoribb férfinév között.

## Névnapok
- április 24.[forrás?]

## Híres Bojánok
Bojan Krkić spanyol labdarúgó